# Szent Lőrinc-öböl
A Szent Lőrinc-öböl (angolul Gulf of Saint Lawrence, franciául Golfe du Saint-Laurent) a Labrador-félsziget, Új-Fundland és a Nova Scotia-félsziget által határolt öböl — valójában peremtenger (MNL) — az Atlanti-óceán északnyugati részén. Ide ömlik a Nagy-tavak vizét levezető Szent Lőrinc-folyó.

## Föld- és vízrajza

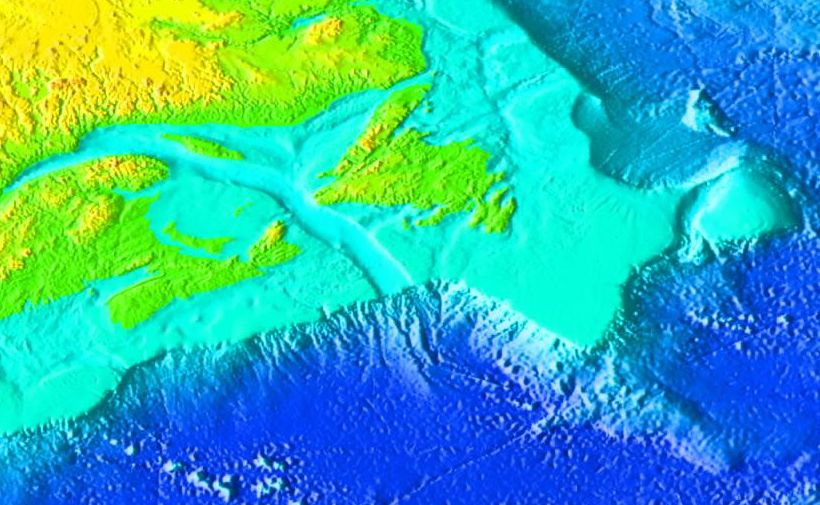
A Szent Lőrinc-öböl domborzati viszonyai. Jól látszik az öböl mélyén húzódó Laurentiai csatorna

Területe kb. 236 000 km², átlagos mélysége 148 m, térfogata mintegy 35 000 km³. Majdnem teljesen körülveszik a szárazföldek: északon Labrador-félsziget, keleten Új-Fundland, délen Új-Skócia és a Breton-foki-sziget, nyugaton pedig a Gaspésie-félsziget, Új-Brunswick és Quebec tartomány. Az Atlanti-óceánnal három szoros kötötte össze: 
- a Belle-szigeti-szoros Labrador és Új-Fundland között (legkeskenyebb részén 15 km széles, legmélyebb részén 60 m),
- a Cabot-szoros Új-Fundland és a Breton-foki-sziget között (76 km széles, 480 m mély)
- a Canso-szoros a Breton-foki-sziget és Új-Skócia között (1385 m széles és 60 m mély). 1955-ben egy töltést és rajta utat építettek a szoroson át, így itt a vízforgalom megszűnt.

Partvonalát és fenékdomborzatát döntően a pleisztocén időszaki erózió alakította ki; zömmel a Labrador-jégpajzs. Nagyobb szigetei:
- Anticosti,
- Prince Edward-sziget,
- Madelaine-szigetek,
- Breton-foki-sziget,
- Saint Pierre-sziget,
- Miquelon-Langlade.

A Madelaine-szigeteket elválasztó sekély csatornákból apály idején lehúzódik a víz; ilyenkor a szigetcsoport egyetlen szigetté egyesül (MNL).
Egész partvonala kanadai terület. Az ország öt tartománya osztozik rajta:
- Új-Brunswick,
- Nova Scotia,
- Prince Edward-sziget,
- Új-Fundland és Labrador, valamint
- Quebec.

Vizét főleg a Szent Lőrinc-folyó táplálja. Aljzatán ma is megtalálható a folyó jégkorszakbeli medre, az 1400 km hosszú Szent Lőrinc-sefvölgy (Laurentiai-csatorna). Ez akkor alakult ki, amikor a legutóbbi eljegesedés idején a tenger szintje 115–120 méterrel alacsonyabb volt, tehát a Szent Lőrinc-öböl nagy része szárazföld volt.
Ide ömlik még:
- a Miramichi-folyó,
- a Natashquan,
- a Romaine-folyó,
- a Restigouche-folyó,
- a Margaree-folyó, és
- a Humber-folyó is.

Partmenti részei:
- a Chaleur-öböl,
- a Fortune-öböl,
- a Miramichi-öböl,
- az új-fundlandi Szent György-öböl,
- az új-skóciai Szent György-öböl,
- a Bay of Islands és
- a Northumberland-szoros.

## Egyéb jellemzői
Vizének felszíni hőmérséklete nyáron +10°C körül van; télen 0°C alá süllyed. Zárt jellege miatt az árapály szintkülönbsége nem éri el a 2 m-t. Az alapvetően édesvízi utánpótlásnak köszönhetően a víz sótartalma csekély.

## Gazdasági földrajza, közlekedése
Kanada fő tengeri kijárata; rajta át halad az ország legfontosabb szállítási útvonala. Fő kikötői:
- Québec ,
- Dalhousie,

- Bathurst,

- Chatham,

- Charlottetown,

- Corner Brook,
- Sept-Îles (érckikötő),
- Port Cartier (érckikötő),
- Baie Comeau (gabonakikötő).

Vizeiben intenzív a halászat (tőkehal, hering).
A Breton-foki-szigetet közúti és vasúti híd is összeköti a szárazfölddel.

## Érdekességek

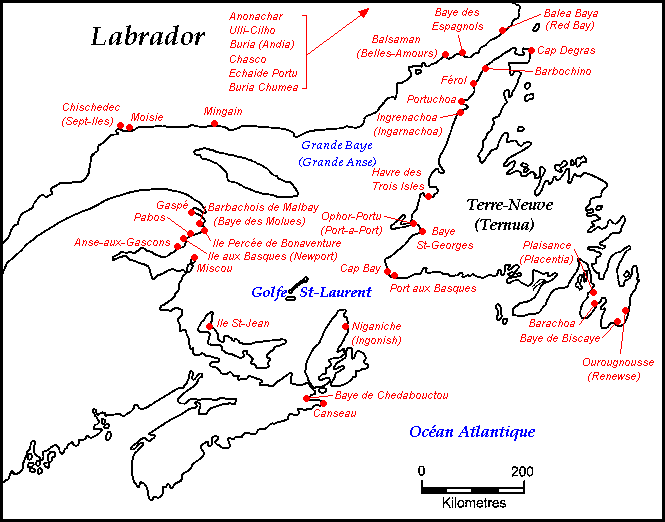
16–17. századi baszk táborhelyek az öböl partvidékén

Az öblöt hivatalosan a francia Jacques Cartier fedezte fel 1534-ben. Partvidékét a helybeliek falu, település jelentésű kifejezése után „a kanadák országának” nevezte el; ebből kapta a nevét Kanada. Ekkoriban baszk halászok, bálnavadászok is rendszeresen látogatták Új-Fundlandot és az öblöt. Táborhelyeik maradványait több tucat helyen ásták ki a régészek.[forrás?]
A Breton-foki-sziget északkeleti csücskénél fekvő Szent Pál-szigetet „az öböl temetőjének” is nevezik, mert errefelé sok hajó futott zátonyra.
Partvidékén több nemzeti parkot hoztak létre.
Természetvédelmi terület a Gaspé-félszigettől keletre fekvő Bonaventure-sziget, a Madelaine-szigetekhez tartozó Brion-sziget és Rochers-aux-Oiseaux, ahol tömegense pihennek meg a vándormadarak.

## Fordítás
- Ez a szócikk részben vagy egészben  a   Gulf of Saint Lawrence című angol Wikipédia-szócikk ezen változatának fordításán alapul.  Az eredeti cikk szerkesztőit annak laptörténete sorolja fel. Ez a jelzés csupán a megfogalmazás eredetét és a szerzői jogokat jelzi, nem szolgál a cikkben szereplő információk forrásmegjelöléseként.